# Placówka Straży Celnej „Jelenkowate”

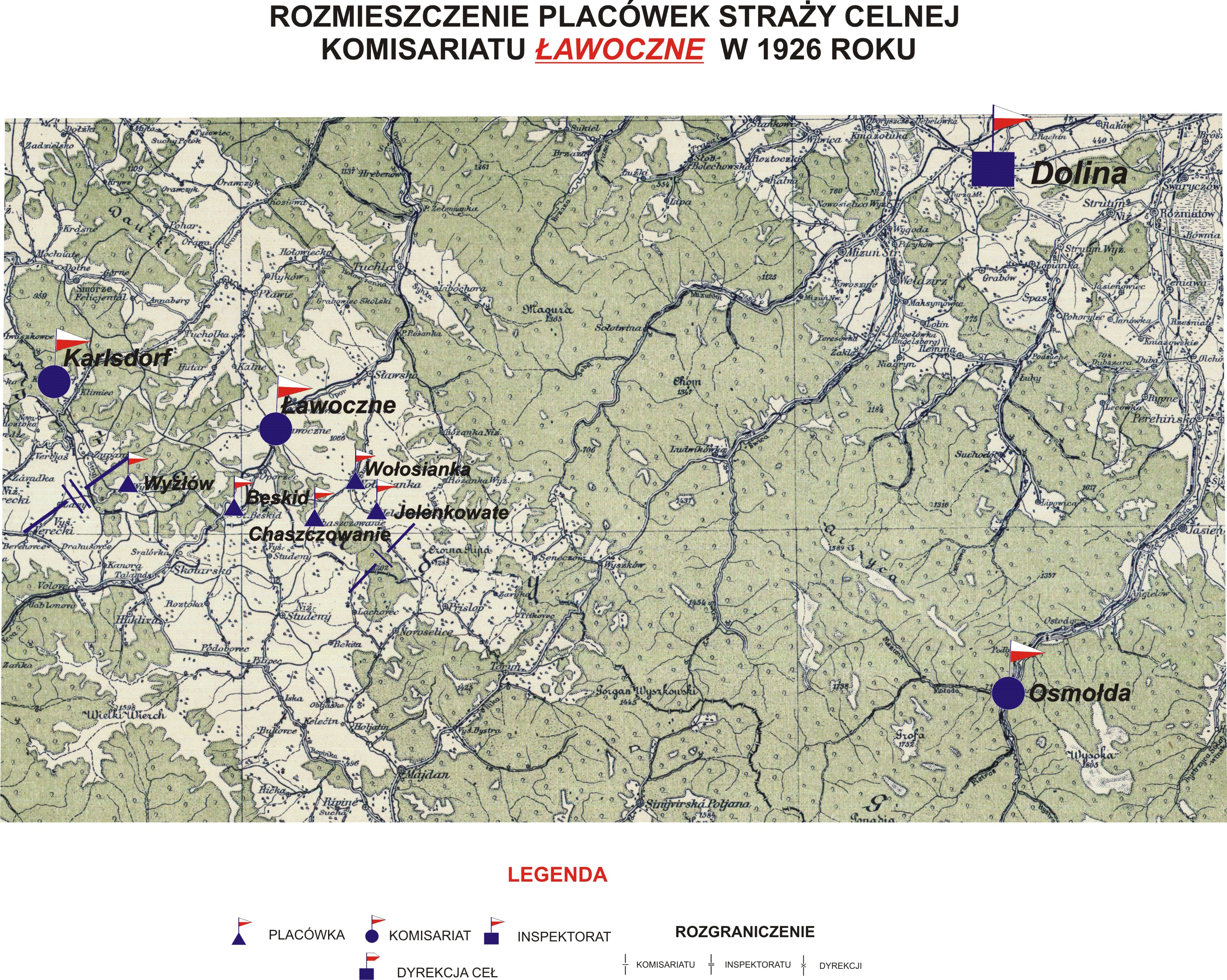
Rozmieszczenie placówek SC Komisariatu Ławoczne w 1926 r.

Placówka Straży Celnej „Jelenkowate” – jednostka organizacyjna Straży Celnej pełniąca w okresie międzywojennym służbę ochronną na granicy polsko-czechosłowackiej.

## Formowanie i zmiany organizacyjne
Na wniosek Ministerstwa Skarbu, uchwałą z 10 marca 1920 roku, powołano do życia Straż Celną. Jednostki Straży Celnej rozpoczęły przejmowanie odcinków granicy od pododdziałów Batalionów Celnych. W 1921 roku w Oporcu stacjonował sztab 1 kompanii, a w Pawocznej sztab 4 kompanii 12 batalionu celnego. Kompanie wystawiały między innymi placówkę w Jelenkowatych. W 1922 roku w Sławsku stacjonował sztab 2 kompanii 19 batalionu celnego. Kompania wystawiała między innymi placówkę w Jelenkowatych. Proces tworzenia Straży Celnej trwał do końca 1922 roku. Placówka Straży Celnej „Jelenkowate” weszła w podporządkowanie komisariatu Straży Celnej „Ławoczne” z Inspektoratu SC „Dolina”.
W drugiej połowie 1927 roku przystąpiono do gruntownej reorganizacji Straży Celnej. W praktyce skutkowało to rozwiązaniem tej formacji granicznej. Ochronę północnej, zachodniej i południowej granicy państwa przejęła powołana z dniem 2 kwietnia 1928 roku Straż Graniczna.
Rozkazem nr 5 z 16 maja 1928 roku w sprawie organizacji Małopolskiego Inspektoratu Okręgowego dowódca Straży Granicznej gen. bryg. Stefan Pasławski powołał komisariat Straży Granicznej „Sławsko”, a 8 września 1828 dowódca Straży Granicznej rozkazem nr 6  w sprawie organizacji Małopolskiego Inspektoratu Okręgowego podpisanym w zastępstwie przez mjr. Wacława Szpilczyńskiego ustanowił placówkę Straży Granicznej I linii „Jelenkowate”.

## Funkcjonariusze placówki
Kierownicy placówki
| stopień    | imię i nazwisko, numer | okres pełnienia służby | kolejne stanowisko |
| ---------- | ---------------------- | ---------------------- | ------------------ |
| przodownik | Kazimierz Łuczak (326) | był w 1926             |                    |

Obsada personalna placówki w 1926:
- przodownik Kazimierz Łuczak (326)
- strażnik Bolesław Szmidt (823)
- strażnik Stanisław Jeziołkowski (824)
- strażnik Józef Mogielski (802)
- strażnik Józef Dymek (844)
- strażnik Antoni Ceplin (813)
- strażnik Stanisław Wyrembek (808)
- strażnik Franciszek Błachowski (820)
- strażnik Wawrzyniec Łaba (2167)